# Schloss Wimmis

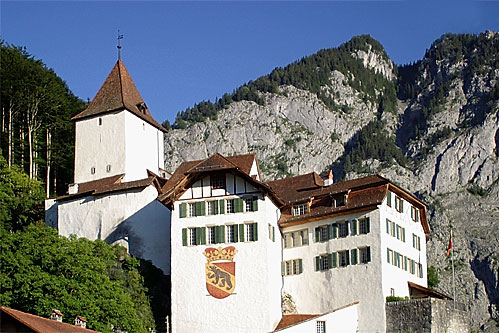
Schloss Wimmis

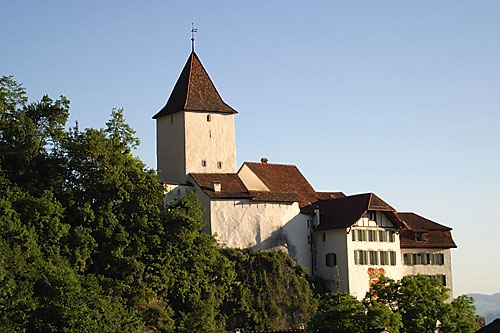
Schloss Wimmis im Morgenlicht

Das Schloss Wimmis ist eine Burg in der Schweizer Gemeinde Wimmis, Kanton Bern.
Sie wurde um 1100 errichtet, war ursprünglich im Besitz der Herren von Strättligen und dann ab 1268 der Freiherren von Weissenburg. Zwischen 1286 und 1337 wurde sie im Weissenburgerkrieg insgesamt neunmal von Bern belagert. Nur zwei Jahre später, 1339, half der Freiherr von Weissenburg seinen einstigen Gegnern, die Schlacht bei Laupen zu gewinnen. 1439/1449 kaufte Bern die Burg zusammen mit dem Gebiet des ehemaligen Amtsbezirks Niedersimmental; das Gebäude wurde Sitz eines bernischen Landvogts und später des Regierungsstatthalters. Grössere Umbauten fanden 1613 und 1696 statt.

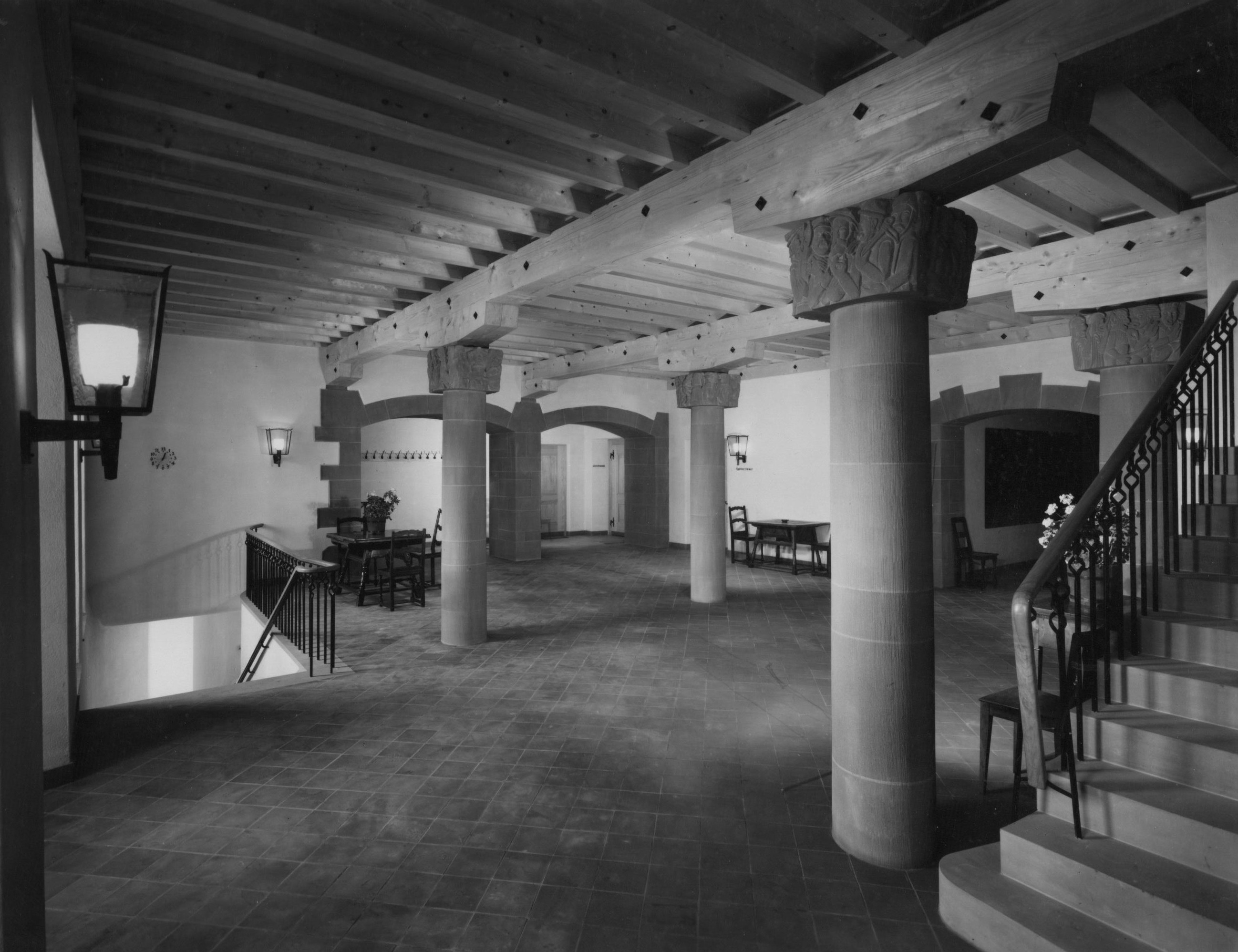
Die 1950 erneuerte Halle

1950 wurde im Schloss eine Halle erneuert und die 15 sichtbaren Flächen von vier Kapitellen wurden durch Erwin Friedrich Baumann gestaltet.
Heute befinden sich im 1. und 2. Stock des Schlosses Büroräumlichkeiten der kantonalen Waldabteilung Alpen. Im 3. Stock befindet sich eine an Private vermietete Wohnung.
In den Sommermonaten werden geführte Schlossbesuche angeboten.